# Escape the Fate
Escape the Fate är ett Post-hardcore band från Las Vegas, Nevada, som bildades 2004. Sedan formationen har de släppt tre EP och tre studioalbum. Dying Is Your Latest Fashion var bandets debutalbum och det enda albumet med sångaren Ronnie Radke. This War Is Ours, släppt den 21 oktober 2008, var bandets första album med Craig Mabbitt som den nya sångaren. Deras självbetitlade tredje studioalbum släpptes den 2 november 2010, bandets första album på ett större skivbolag, DGC/Interscope, och är deras hittills mest framgångsrika album.

## Bandhistoria

### Formation ochDying Is Your Latest Fashion
Innan Escape the Fate bildades, var sångaren Ronnie Radke, basisten Max Green, trummisen Robert Ortiz, sologitarristen Brian Money och kompgitarristen Omar Espinosa tillsammans i ett flertal olika band.
I september 2005 vann Escape the Fate en lokal radiotävling dömd av My Chemical Romance. Det gav dem möjligheten att vara förband på bandets turné med Alkaline Trio och Reggie and the Full Effect, vilket senare ledde till Escape the Fates skivkontrakt med Epitaph.
Den 23 maj 2006 släppte bandet sin debut-EP, betitlad There's No Sympathy for the Dead. EP:n innehöll två sångare som senare skulle finnas med på deras fullängdsalbum, Dying Is Your Latest Fashion. EP:n producerades av Michael Baskette och hjälpte bandet att få uppmärksamhet av skivbolag och fans. Efter att EP:n släppts, lämnade keyboardspelaren Carson Allen bandet för att gå med i On the Last Day.
Den 26 september 2006 släppte bandet sitt första fullängdsalbum. Dying Is Your Latest Fashion.

### Espinosas och Radkes avgång
År 2007, under Black on Black-turnén, lämnade kompgitarristen Omar Espinosa bandet på grund av personliga anledningar.
Ronnie Radke ombads att lämna bandet efter att han dömts till fängelse i juni 2008 efter att ett flertal gånger hamnat i trubbel med lagen gällande narkotika och misshandel i ett slagsmål som ledde till Michael Cooks död. Max Green förklarade att "Först kunde vi inte turnera utanför landet, sedan inte utanför staten". Han är med i ett nytt band vid namn Falling in Reverse. Radke släpptes den 12 december 2010 och Falling in Reverse planerade att släppa sitt debutalbum 2011.

### Mabbitts ankomst ochThis War Is Ours
Efter att Radke lämnat bandet, gick den tidigare sångaren i Blessthefall Craig Mabbitt med i bandet, först som temporär ersättare, sedan som permanent medlem.
This War Is Ours släpptes den 21 oktober 2008. Den innehöll singlarna "The Flood", "Something", "10 Miles Wide" och "This War Is Ours (The Guillotine Part II)". Det var det första Escape the Fate-albumet med Craig Mabbitt.
Innan This War Is Ours-turnén hade bandet aldrig fullföljt en hel turné. Bandet gick sedan på This War Is Ours-turnén med Attack Attack!, Burn Halo, William Control och Black Tide.
"The Flood" har släppts som nedladdningsbart material i Warped Tour 01-paketet för spelet Rock Band.
Bandet följde med Hollywood Undead och Atreyu på deras höstturné, som började den 16 oktober och de turnerade i Europa i december.
Escape the Fate avslöjade via MySpace att de skulle spela in en video för "This War Is Ours (The Guillotine Part II)" den 9 januari 2010. Den spelades in på Yost Theatre i Santa Ana, Kalifornien.
Den 15 februari 2010 gjorde Epitaph Records det officiellt att en nyutgåva av This War Is Ours skulle släppas, i form av en CD/DVD. CD:n innehöll två nya låtar som inte hörts förut, "Bad Blood" och "Behind the Mask", en akustisk version av "Harder Than You Know" och en remix av "This War Is Ours (The Guillotine Part II)", kallad "This War Is Mine", remixad av Shawn Crahan från Slipknot. Det följde även med en DVD som innehöll den nya musikvideon för "This War Is Ours (The Guillotine Part II)", samt "Something", "The Flood", och "10 Miles Wide". Det följer även med en dokumentär från deras världsturné.
Escape the Fate turnerade i Australien på Soundwave Festival senare samma år.
Den 2 april 2010 släppte bandet musikvideon för "This War Is Ours (The Guillotine Part II)" på MySpace. Bandet deltog även i Extreme Thing Festival och The Bamboozle Festival i maj.

### Självbetitlat album (2010-nu)
I en intervju under Warped Your 2009, sa Max Green att albumet kommer att innehålla en låt skriven av Mick Mars från Mötley Crüe, som tog kontakt med Escape the Fate för att samarbeta på några låtar, men det visade sig senare att de bestämde sig för att spara låten för ett framtida släpp.
Den 24 juli drog de iväg på en Syd- och Centralamerikansk turné. Länderna de turnerade i var Brasilien, Argentina, Colombia, Chile, och Venezuela.
Den 26 juli släppte bandet några nya uppdateringar om det kommande albumet via MySpace. De sa officiellt att den nya skivan skulle släppas på ett större skivbolag, DCG/Interscope, och produceras av Don Gilmore (Linkin Park, Good Charlotte, Bullet For My Valentine, Hollywood Undead). Den var planerad att släppas den 2 november 2010. Max Green sa "Den här skivan är botemedlet för den moderna musikepemin, vi torkar skiffret rent och skriver om rockmusiken som du känner den." Escape the Fate skulle åka iväg på en turné i USA, Kanada och Europa tillsammans med Bullet For My Valentine, Drive A and Black Tide, men blev tvungna att ställa in med anledningen att Max Green skrevs in på rehab.
Den 31 augusti 2010 släppte bandet albumets första singel, "Massacre". Deras andra singel, och första att officiellt släppas till radio, "Issues", från deras självbetitlade album Escape the Fate, läktes via KROQ Radio den 9 september, och släpptes senare officiellt som singel den 15 september 2010. Musikvideon för "Issues" hade premiär den 28 september på YouTube.
Den 2 november 2010 släppte bandet sitt tredje fullängdsalbum, Escape the Fate. Albumet debuterade som nummer 25 på Billboard 200, 1 på Hard Rock Albums, 4 på Rock Albums, 3 på Alternative and Independent-listan och 18 på Digital Albums Chart.
Den 11 januari framförde bandet låtarna "Issues" och "Gorgeous Nightmare" live med Kevin Thrasher (Lovehatehero) på "Tues Show" (Fuel.tv).
2012 Max Green slutar i bandet och har nu ett nytt band som heter The Natural Born Killers.

## Bandmedlemmar
| Nuvarande medlemmar - Craig Mabbitt –- sångare (sedan 2008) - Michael Money –- gitarr (turné medlem sedan 2008, officiell medlem 2012) - Bryan "Monte" Money –- gitarr, keyboard, bakgrundssångare (sedan 2004) - Thomas "TJ" Bell –- bas, bakgrundssång (sedan 2012) - Robert Ortiz –- trummor (sedan 2004) Turnémedlemmar - Michael Money –- kompgitarr, keyboard (sedan 2008, officiell medlem 2012) | Tidigare medlemmar - Max Green –- bas, bakgrundssångare (sedan 2004-2012) - Ronnie Radke –- sångare (2004-2008) - Carson Allen –- keyboard, synthesizer, bakgrundssångare (2005-2006) - Omar Espinosa –- kompgitarr, bakgrundssångare (2004-2007) |

## Diskografi
| Release date | Titel                        |
| ------------ | ---------------------------- |
| 2006         | Dying Is Your Latest Fashion |
| 2008         | This War Is Ours             |
| 2010         | Escape the Fate              |
| 2013         | Ungrateful                   |
| 2015         | Hate Me                      |
| 2018         | I Am Human                   |